# Biscotto di Ceglie
Il Biscotto di Ceglie o Biscotto cegliese (in dialetto "Biscquettələ") è un biscotto tipico di Ceglie Messapica.
È un biscotto a base di pasta di mandorle e confettura di ciliegie o uva, con fragranza di limone, una variante prevede la copertura con il "cileppo" ovvero di una glassa a base di zucchero e anche cacao. Altri ingredienti utilizzati per la preparazione sono il miele e le uova.
Il biscotto ultimato ha una forma quasi cubica, il colore può variare e dipende dalla presenza o meno della glassa a base di cacao.
La glassa dà al biscotto un colore bruno davide e facilita la conservazione nel tempo soprattutto della morbidezza interna.

## Storia

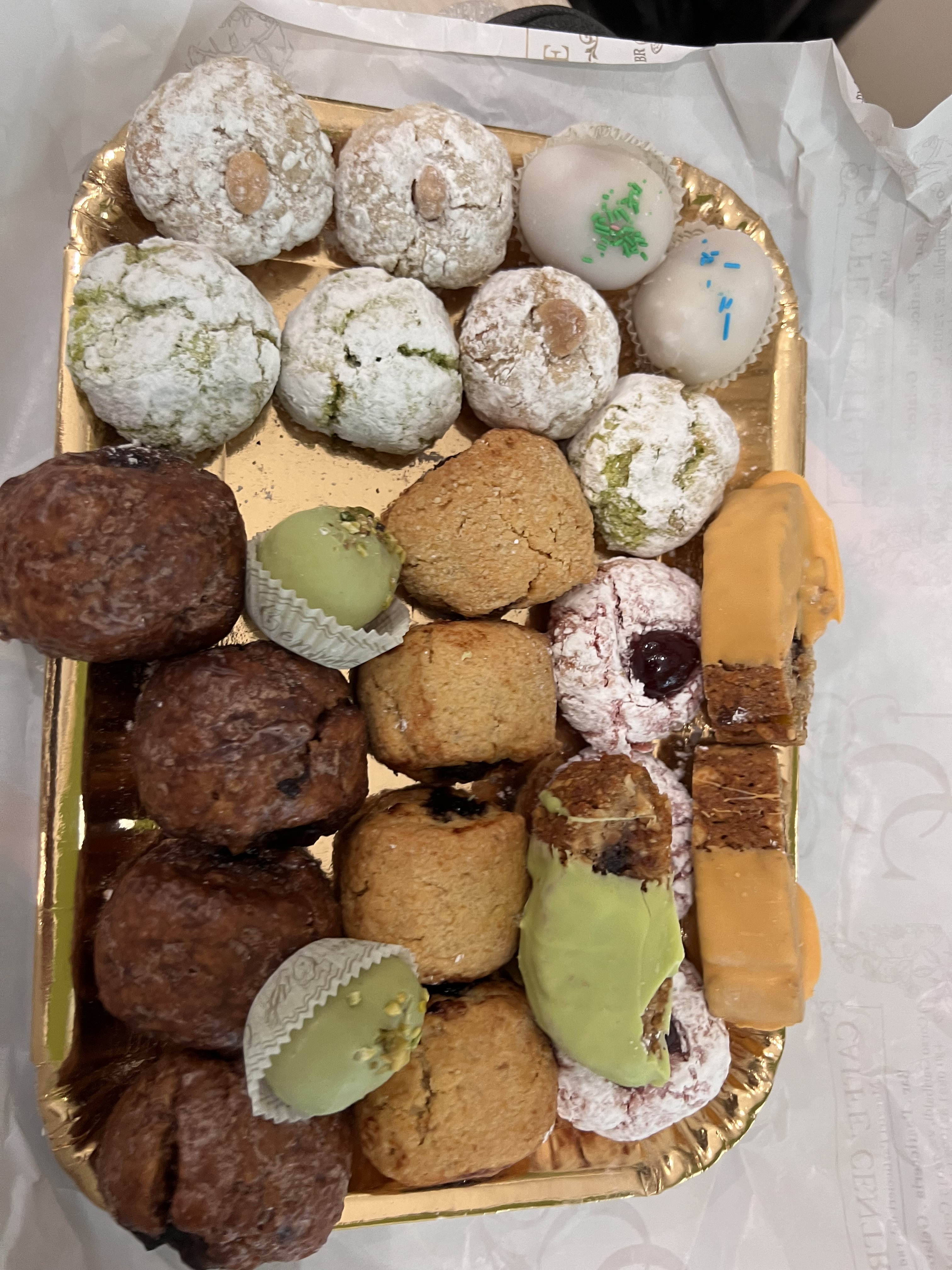
Vassoio di biscotti di mandorla cegliesi

La zona di produzione del biscotto cegliese (il territorio brindisino) è da secoli una terra vocata alla produzione delle mandorle ed è forse proprio per l'utilizzo delle mandorle che a Ceglie Messapica, terra di gastronomia, è nata la tradizione ormai secolare della produzione di questo dolce.
Il biscotto cegliese veniva prodotto dalle famiglie contadine in occasione delle feste importanti e dei banchetti nuziali dove era utilizzato come bomboniera, con il passare del tempo il biscotto è divenuto una sorta di simbolo cittadino.
Per la sua tutela e valorizzazione è nato negli ultimi anni un consorzio di produttori e cittadini che nel 2010 ha ottenuto proprio per l'unicità del prodotto il riconoscimento per il biscotto di Presidio Slow Food.

## Zona di produzione
Il biscotto è prodotto nel solo territorio comunale di Ceglie Messapica (circa 13.000 ettari).
Tutte le materie prime sono prodotte nel territorio comunale secondo quanto previsto dal disciplinare del Presidio Slow Food.
In particolare per le mandorle vengono individuati anche le varietà (Sepp d'amic, Spappacarnale, Sciacallo, Zia Pasqua, Gianfreda, Mingunna e Rivezzo) tutte locali e tipiche dell'altosalento alla base della preparazione del biscotto.